# Justified
Justified kom den 5 november 2002 och är Justin Timberlakes debutalbum som soloaartist.

## Låtlista
1. Señorita
2. Like I Love You (feat. Clipse)
3. (Oh No) What You Got
4. Take It From Here
5. Cry Me a River
6. Rock Your Body (feat. Timbaland)
7. Nothin' Else
8. Last Night
9. Still On My Brain
10. (And She Said) Take Me Now (feat. Janet Jackson)
11. Right For Me (feat. Bubba Sparxxx)
12. Let's Take A Ride
13. Never Again
14. Worthy Of